# Hamburg-Wellingsbüttel
Hamburg-Wellingsbüttel is een wijk in het stadsdistrict Hamburg-Wandsbek van de stad Hamburg. Wellingsbüttel ligt in het noordoosten van de stad en telt 10.935 inwoners.
Hij bestaat grotendeels uit woonwijken en behoort tot het Alstertalgebied.

## Geschiedenis
Voor het eerst vermeld in 1296 als 'Waldingsbutle' was het van 1412 tot 1648 bezit van het Aartsbisdom Bremen. In 1649 werd het geheel een landgoed in privé-bezit, onder andere de familie von Kurtzrock.

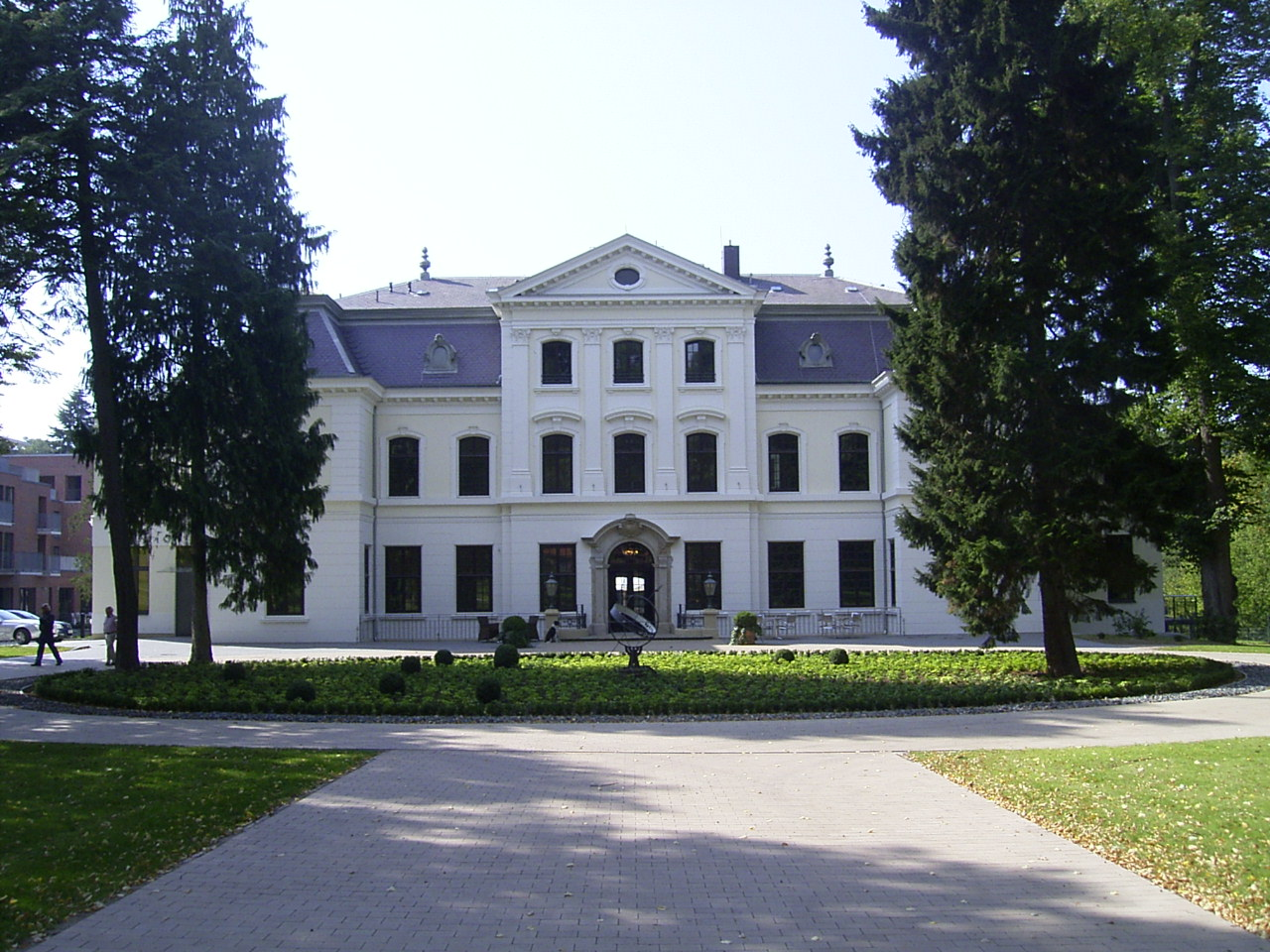
Het "Herrenhaus an der Alster", centrum van het landgoed

In 1910 werd het geheel ingebracht in een immobiliënvennootschap, waarna het verkaveld werd.
In 1937 werd het een deel van Hamburg en werd de eerste kerk opgericht.
In 1973 verdwenen de laatste landbouwgronden : Wellingsbüttel was volledig verstedelijkt.

## Verkeer
De Alstertalbahn loopt door Wellingsbüttel waar de S-Bahn twee stations heeft : Wellingsbüttel en Hoheneichen

## Referentie
Bergstedt · Bramfeld · Duvenstedt · Eilbek · Farmsen-Berne · Hummelsbüttel · Jenfeld · Lemsahl-Mellingstedt · Marienthal · Poppenbüttel · Rahlstedt · Sasel · Steilshoop · Tonndorf · Volksdorf · Wandsbek · Wellingsbüttel · Wohldorf-Ohlstedt